# Silver Spring
Silver Spring je území vytvořené pro potřeby sčítání lidu v okresu Montgomery County ve státě Maryland ve Spojených státech amerických. Po městech Baltimore, Columbia, Germantown a Waldorf jde o páté největší město v Marylandu. Nachází se necelých 10 kilometrů od centra hlavního města USA Washingtonu, D.C.
K roku 2020 zde žilo 81 015 obyvatel. S celkovou rozlohou 20 km² byla hustota zalidnění 3 968 obyvatel na km².